# Phili Viehoff
Philippine Johanna Viehoff geboren Maag, coniugata van Os van den Abeelen, meglio nota come Phili Viehoff (Zwolle, 8 giugno 1924 – Haren, 1º giugno 2015), è stata una politica olandese, membro del Partito del Lavoro ed europarlamentare dal 1979 al 1989.

## Biografia

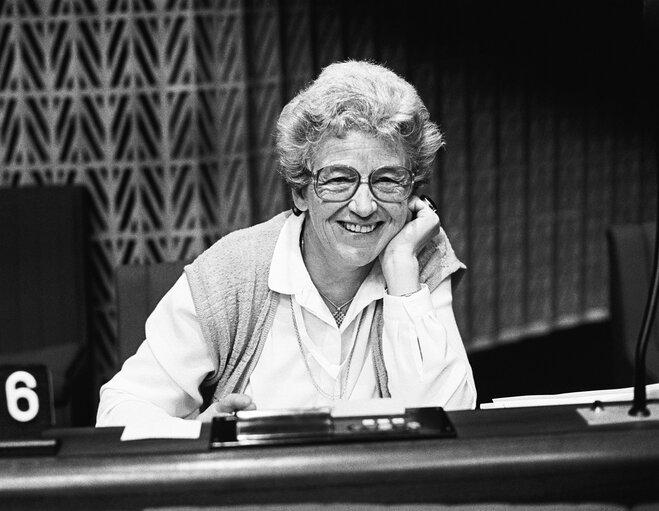
Phili Viehoff al Parlamento europeo

Nata a Zwolle, tra il 1945 e il 1949 Phili Viehoff lavorò come bambinaia e nel 1953 fu assunta dal quotidiano Het Parool.
Successivamente entrò in politica divenendo un'attivista nel movimento femminista del Partito del Lavoro, le cosiddette Rooie Vrouwen (Donne Rosse). Nel 1974 venne eletta all'interno del consiglio provinciale della Gheldria e nello stesso anno divenne membro del consiglio comunale di Hoevelaken. Cessò da entrambi gli incarichi nel 1977.
Il 29 novembre del 1979, Phili Viehoff divenne membro del Parlamento europeo, subentrando al collega Anne Vondeling. Per i successivi quattro anni fu membro della Commissione per la gioventù, la cultura, l'istruzione, l'informazione e lo sport. Rieletta per un secondo mandato in occasione delle elezioni europee del 1984, fu poi tra il 1984 e il 1989 membro della Commissione per l'energia, la ricerca e la tecnologia.
Durante il suo periodo come europarlamentare, Phili Viehoff sostenne fortemente lo sviluppo della biotecnologia. Nel febbraio del 1987 presentò un rapporto intitolato Biotecnologia in Europa e la necessità di una politica integrata, che fu adottato dall'assemblea. Fece parte inoltre della delegazione per le relazioni con il Giappone. Nel febbraio 1989, la signora Viehoff chiese alla Commissione europea di prendere provvedimenti ufficiali nei confronti dell'ex Primo ministro Dries van Agt per i commenti che questi aveva rivolto alla delegazione olandese inviata ai funerali dell'imperatore giapponese Hirohito; Viehoff sostenne che le parole di van Agt fossero dispregiative e che mettessero in pericolo le relazioni istituzionali tra i due Paesi.
Il mandato di Phili Viehoff al Parlamento europeo terminò il 24 luglio 1989.
Phili Viehoff era sposata con il giornalista Joop van Os ed era madre della conduttrice televisiva Martine van Os. Morì nel mese di giugno del 2015, pochi giorni prima del suo novantunesimo compleanno.